# Motkreek
De Motkreek is een kreek in het district Commewijne in Suriname. Het is een zijtak van de Cottica-rivier en mondt uit in de Atlantische Oceaan. De naam Motkreek is een Nederlandse verbastering van de Engelse naam Mudcreek. Men heeft de naam Mudcreek dus niet vertaald door modderkreek, maar men is gewoon op de klank afgegaan en er Motkreek van gemaakt. Onder deze naam is de kreek verder bekend gebleven.

## Geschiedenis
Aan de Motkreek woonden vroeger inheemsen die bekend waren als de Marowijne-Cariben. Op de kaart van Walraven uit 1715 staan langs de Motkreek twee plekken aangegeven waar deze inheemsen woonden.
Met de naam Mudcreek wordt al aangegeven dat de uitmonding vaak dicht slibde. De modderbanken voor de kust verplaatsen zich onder invloed van de Guyana-stroom, waardoor de monding van de kreek regelmatig verstopt raakt en de kreek dichtslibt. Ook door een storm of springvloed kon de uitmonding van een kreek in een klap weer dichtslaan. Het betekende voor de bevolking van de kustplantages een grote extra inspanning, want de kreken en kanalen moesten regelmatig worden uitgediept. De gronden langs de zeekust zijn pas laat in de geschiedenis tot ontwikkeling gebracht. Zij zijn niet geschikt voor koffie of suiker, maar de zoute en lage grond bleek uitstekend voor de katoenteelt. In Commewijne, Coronie en Nickerie ontstond een bloeiende katoencultuur.
Aan de monding van de Motkreek werd een brandwacht aangelegd om aan de schepen die de Surinamerivier wilden opvaren aan te geven dat zij de monding van de Marowijne al voorbij waren. In oorlogstijden vuurde de wacht ook kanonschoten af om de bevolking van de plantages te waarschuwen dat er een vijandelijk schip aankwam. In 1691 werd de brandwacht omgebouwd tot een militaire seinpost bemenst met een onderofficier en tien manschappen omdat Fort Sommelsdijk niet meer voldoende was voor de bescherming van het plantagegebied. De eigenaren van de plantages in de buurt moesten betalen voor de bouw en de kosten van de soldaten. De strijd tegen het dichtslibben van de Motkreek bleek uitzichtloos en rond 1845 waren de meeste plantages dan ook weer verlaten.